# Isla Matamoros
Isla Matamoros är en ö i Mexiko. Ön ligger i lagunen Laguna de Términos och tillhör kommunen Carmen i delstaten Campeche, i den sydöstra delen av landet. Arean är 14,9 kvadratkilometer.
Andra öar i området är Isla del Carmen, Isla Aguada, Isla Cañon, Isla Chiquimichoc och Isla La Arena. I området lever många sköldpaddor. 